# Кубок Бремена по футболу
Кубок Бремена по футболу (нем. Bremer Pokal) — ежегодный любительский кубковый турнир, проходящий по олимпийской системе под эгидой Бременской футбольной ассоциации среди клубов немецкой федеральной земли Бремен. По спонсорским соображениям также известен под названием Lotto-Pokal. Действующий победитель — «Бремер».

## История турнира
Турнир был впервые официально разыгран в сезоне 1950\51. Право на участие в Кубке есть у всех команд — членов Бременской футбольной ассоциации.
Действующим обладателем трофея по итогам сезона 2020\21 является команда «Бремер», выигравшая Кубок в 8 — й раз в своей истории. 
Наиболее титулованным клубом в истории соревнований является «Вердер II», завоевавший 20 титулов. Начиная с сезона 2008\09 резервные команды не допускаются к участию в Кубке.
Согласно регламенту состязаний, в случае невыявления командами победителя по завершении основного времени финального матча, исход игры решается в серии пенальти, без назначения дополнительного времени. Финал проводится на нейтральном поле, определённом решением Бременской футбольной ассоциации. 
Победитель турнира автоматически квалифицируется на участие в первом раунде Кубка Германии.